# デッドネーミング
デッドネーミング（英: deadnaming）とは、使用する名前を変更したトランスジェンダーやノンバイナリーの人の、変更以前の出生時の名前や公的機関に登録された名前を本人の合意なく使う事である。すでに使用していない過去の名前は、公的機関に登録された名前であってもデッドネーム（英: deadname）と称される。デッドネーミングは必ずしも意図的に行われるわけではないが、故意に行われる場合は、相手の名前とそれに伴うジェンダー・アイデンティティを拒否、否定するトランスフォビア的なヘイトスピーチにあたる。

## 背景
個人の名前は、社会的に性別を示唆するジェンダー表現の一つであることから、トランスジェンダーの人は社会的なトランジションの一部として使用する名前を変更する場合がある。本人が使用を辞め、使用される事を望んでいない名前を使用する事は、トランスジェンダーの人が日常的に経験する暮らしづらさの一つで、現在のアイデンティティの否定をし、強烈なジェンダー違和を引き起こす場合があると指摘される。
デッドネーミングは明らかに差別や侮辱の意図をもって行われる場合もあるが、悪意がなく行われる場合もある。そのようなマイクロアグレッションも、アイデンティティの軽視や、社会からの排除を示唆する事で悪影響がある。当事者に支持的な家族など、トランスジェンダーに理解を示す人も、慣れない名前から誤ってデッドネーミングをしてしまう場合がある。しかし繰り返し誤ってデッドネーミングを続ける事は、アライとして当人の尊厳に支持的でないと指摘される。また、第三者がデッドネーミングを指摘することはトランスジェンダーの人を支持する行為となると指摘した。
クィア理論の学者は、トランスの人達がデッドネーミングに反対することは、これからの自身についての主張であると分析する。ルーカス・クロフォードは、シスジェンダー社会がトランスジェンダーの人の過去をいつまでも重要視すること対し、「現在が最も重要だと主張する、過去を消そうとする、もしくは（トランジション、健康保険、住居、給与などの）手段や社会的な実現可能性が溢れているように感じられる未来にこそ『真の自身』を置く」ことで対応していると指摘した。

## メディアにおけるデッドネームの扱い
報道やオンラインメディアによってデッドネーミングが行われることも多く、特にヘイトクライムの対象となったトランスジェンダーの人を報道する際に誤った性別とデッドネームで報道が行われた場合が批判されている。また、警察が殺害されたトランスジェンダーの人の性別と名前を誤って発表することも多く、それが報道に影響を与えている。2015年から2018年にかけてアメリカ合衆国で起きた、トランスジェンダーの人が殺害された85件の殺人事件のうち、74件では被害者がすでに使用していない名前（デッドネーム）か誤った性別での発表、捜査が行われた。このような方針は、故人の尊厳の問題だけでなく、長年使用されていない名前に固執する事で、迅速な捜査に支障をきたす可能性が指摘されている。トランスジェンダー女優のラヴァーン・コックスは、自身の死後に誤った性別と名前で報道される事を恐れ、各所に『ラヴァーン・コックス』という名前以外を使わぬように指示をするメモを準備する事を考えていたと明かした。
2018年、Twitter(現在のX)は「意図的にトランスジェンダー個人の性別を間違えたり、性別移行前の名前で呼ぶこと」を暴言や脅迫、差別的言動に対するポリシーで禁止した。ウィキペディアでは、人物が過去に使用していた名前で著名な活動を行なっていない場合には、デッドネーミングを行わない旨がガイドラインに記されている（MOS:DEADNAME）。

## 社会的な障害
トランスの人がデッドネーミングを防ぐには、多くの事務的や制度的な障害が存在する。公的機関に登録された名前の改名は長い時間や多く労力や費用がかかる場合が多い。また、学校や会社などの組織に、使用する名前の変更を求めることも容易くない。アメリカ合衆国の配車サービス（Lyft）は、公的機関に登録された名前を改名をしたトランスジェンダーの利用者でさえ、アプリに登録された名前の変更が極めて難しい設計となっている事が指摘された。